# Nothing Has Changed
Nothing Has Changed (ook bekend als Nothing Has Changed: The Very Best of David Bowie) is een compilatiealbum van de Britse muzikant David Bowie, uitgebracht in 2014. Het is zijn eerste compilatiealbum die nummers uit zijn gehele carrière bevat, van zijn debuutsingle "Liza Jane" uit 1964 tot het speciaal voor dit album opgenomen nummer "Sue (Or in a Season of Crime)", een nummer dat later opnieuw werd opgenomen voor het album ★ (Blackstar). De titel van het album komt van een regel uit het nummer "Sunday", het openingsnummer van het album Heathen.
Behalve de grootste hits van Bowie staan er ook drie nummers op het album die oorspronkelijk bedoeld waren voor zijn album Toy, gepland voor release in 2001, maar nooit officieel uitgebracht en in 2011 gelekt op het internet. Deze nummers zijn "Your Turn to Drive" (een voor dat album opgenomen nummer), "Let Me Sleep Beside You" en "Shadow Man" (allebei een nieuw opgenomen versie van oudere nummers).
Het album werd uitgebracht in vier verschillende versies: een versie met drie cd's (in omgekeerde chronologische volgorde), een versie met twee cd's (in chronologische volgorde), een versie met twee lp's en een versie met één cd die enkel werd uitgebracht in geselecteerde landen.
Het nieuwe nummer "Sue (Or in a Season of Crime)" werd één dag voor de release van het album uitgebracht op single en behaalde de 81e positie in de Engelse hitlijsten.

## Tracklist
- Alle nummers geschreven door Bowie, tenzij anders genoteerd.
- Van de nummers "Little Wonder", "Strangers When We Meet", "Absolute Beginners", "Loving the Alien", "Modern Love", "China Girl", "Let's Dance", "Fashion", "Scary Monsters (and Super Creeps)", "Ashes to Ashes", ""Heroes"", "Golden Years", "The Jean Genie" en "Starman" werd de singleversie gebruikt in plaats van de originele albumversie. Hierbij werd "Fashion" incorrect bewerkt vanuit de albumversie van het nummer. Van de nummers "New Killer Star", "Slow Burn", "Thursday's Child", "I'm Afraid of Americans", "The Hearts Filthy Lesson" en "Jump They Say" werd een radio-edit gebruikt.

### 3CD
CD 1
1. "Sue (Or in a Season of Crime)" (met het Maria Schneider Orchestra) (nieuw opgenomen nummer, 2014) (Bowie/Bob Bhamra/Maria Schneider/Paul Bateman) – 7:24
2. "Where Are We Now?" (van The Next Day, 2013) – 4:09
3. "Love Is Lost (Hello Steve Reich mix by James Murphy for the DFA)" (van The Next Day Extra, 2013) – 4:07
4. "The Stars (Are Out Tonight)" (van The Next Day) – 3:57
5. "New Killer Star" (van Reality, 2003) – 3:42
6. "Everyone Says 'Hi' (Edited version)" (van Heathen, 2002) – 3:29
7. "Slow Burn" (van Heathen) – 3:55
8. "Let Me Sleep Beside You" (van Toy, 2001) – 3:12
9. "Your Turn to Drive" (van Toy) – 4:54
10. "Shadow Man" (van Toy) – 4:44
11. "Seven (Marius de Vries mix)" (van 'hours...', 1999) (Bowie/Reeves Gabrels) – 4:12
12. "Survive (Marius de Vries mix) (van  'hours...' ) (Bowie/Gabrels) – 4:17
13. "Thursday's Child" (van  'hours...' ) (Bowie/Gabrels) – 4:26
14. "I'm Afraid of Americans" (van Earthling, 1997) (Bowie/Brian Eno) – 4:26
15. "Little Wonder" (van Earthling) (Bowie/Gabrels/Mark Plati) – 3:42
16. "Hallo Spaceboy (Pet Shop Boys mix)" (van 1. Outside, 1995) (Bowie/Eno) – 4:25
17. "The Hearts Filthy Lesson" (van 1. Outside) (Bowie/Eno/Gabrels/Mike Garson/Erdal Kızılçay/Sterling Campbell) – 3:32
18. "Strangers When We Meet" (van 1. Outside) – 4:18

CD 2
1. "The Buddha of Suburbia" (van The Buddha of Suburbia, 1993) – 4:24
2. "Jump They Say" (van Black Tie White Noise, 1993) – 3:53
3. "Time Will Crawl (MM remix)" (oorspronkelijk van Never Let Me Down, 1987, remix van iSelect, 2008) – 4:17
4. "Absolute Beginners" (van Absolute Beginners soundtrack, 1986) – 5:35
5. "Dancing in the Street" (met Mick Jagger) (non-album single, 1985) (Marvin Gaye/William "Mickey" Stevenson/Ivy Jo Hunter) – 3:10
6. "Loving the Alien" (van Tonight, 1984) – 4:43
7. "This Is Not America" (met Pat Metheny Group) (van PMG-album The Falcon and the Snowman) (Bowie/Lyle Mays/Pat Metheny) – 3:51
8. "Blue Jean" (van Tonight) – 3:11
9. "Modern Love" (van Let's Dance, 1983) – 3:56
10. "China Girl" (van Let's Dance) (Bowie/Iggy Pop) – 4:15
11. "Let's Dance" (van Let's Dance) – 4:08
12. "Fashion" (van Scary Monsters (and Super Creeps), 1980) – 3:26
13. "Scary Monsters (and Super Creeps)" (van Scary Monsters (and Super Creeps)) – 3:32
14. "Ashes to Ashes" (van Scary Monsters (and Super Creeps)) – 3:35
15. "Under Pressure" (met Queen) (van Queen-album Hot Space, 1981) (Bowie/Freddie Mercury/Brian May/Roger Taylor/John Deacon) – 4:08
16. "Boys Keep Swinging" (van Lodger, 1979) (Bowie/Eno) – 3:17
17. ""Heroes"" (van "Heroes", 1977) (Bowie/Eno) – 3:33
18. "Sound and Vision" (van Low, 1977) – 3:03
19. "Golden Years" (van Station to Station, 1976) – 3:27
20. "Wild Is the Wind" (van Station to Station) (Dmitri Tjomkin/Ned Washington) – 6:04

CD 3
1. "Fame" (van Young Americans, 1975) (Bowie/John Lennon/Carlos Alomar) – 4:16
2. "Young Americans (2007 Tony Visconti mix of US single version)" (van Young Americans) – 3:13
3. "Diamond Dogs" (van Diamond Dogs, 1974) – 5:50
4. "Rebel Rebel" (van Diamond Dogs) – 4:30
5. "Sorrow" (van Pin Ups, 1973) (Bob Feldman/Jerry Goldstein/Richard Gottehrer) – 2:53
6. "Drive-In Saturday" (van Aladdin Sane, 1973) – 4:30
7. "All the Young Dudes (Previously unreleased stereo mix given by Bowie to Mott the Hoople)" (van Mott the Hoople-album All the Young Dudes, 1972) – 3:08
8. "The Jean Genie" (van Aladdin Sane) – 4:05
9. "Moonage Daydream" (van The Rise and Fall of Ziggy Stardust and the Spiders from Mars, 1972) – 4:39
10. "Ziggy Stardust" (van Ziggy Stardust) – 3:12
11. "Starman" (van Ziggy Stardust) – 4:12
12. "Life on Mars? (2003 Ken Scott mix)" (van Hunky Dory, 1971) – 3:49
13. "Oh! You Pretty Things" (van Hunky Dory) – 3:12
14. "Changes" (van Hunky Dory) – 3:35
15. "The Man Who Sold the World" (van The Man Who Sold the World, 1970) – 3:57
16. "Space Oddity" (van David Bowie, 1969) – 5:14
17. "In the Heat of the Morning (Stereo mix)" (van The World of David Bowie, 1970) – 2:57
18. "Silly Boy Blue" (van David Bowie, 1967) – 3:54
19. "Can't Help Thinking About Me" (als David Bowie with The Lower Third) (non-album single, 1966) – 2:43
20. "You've Got a Habit of Leaving" (als Davy Jones and the Lower Third) (non-album single, 1965) – 2:28
21. "Liza Jane" (als Davie Jones and the King Bees) (non-album single, 1964) (Leslie Conn) – 2:16

### 2CD
CD 1
1. "Space Oddity" – 5:14
2. "The Man Who Sold the World" – 3:57
3. "Changes" – 3:35
4. "Oh! You Pretty Things" – 3:12
5. "Life on Mars?" – 3:49
6. "Starman" – 4:12
7. "Ziggy Stardust" – 3:12
8. "Moonage Daydream" – 4:39
9. "The Jean Genie" – 4:05
10. "All the Young Dudes (Previously unreleased stereo mix given by Bowie to Mott the Hoople)" – 3:08
11. "Drive-In Saturday" – 4:30
12. "Sorrow" (Feldman/Goldstein/Gottehrer) – 2:53
13. "Rebel Rebel" – 4:30
14. "Young Americans (2007 Tony Visconti mix of US single version)" – 3:13
15. "Fame" (Bowie/Lennon/Alomar) – 4:16
16. "Golden Years" – 3:27
17. "Sound and Vision" – 3:03
18. ""Heroes"" (Bowie/Eno) – 3:33
19. "Boys Keep Swinging" (Bowie/Eno) – 3:17
20. "Fashion" – 3:26
21. "Ashes to Ashes" – 3:35

CD 2
1. "Under Pressure" (met Queen) (Bowie/Mercury/May/Taylor/Deacon) – 4:08
2. "Let's Dance" – 4:08
3. "China Girl" (Bowie/Pop) – 4:15
4. "Modern Love" – 3:56
5. "Blue Jean" – 3:11
6. "This Is Not America" (met Pat Metheny Group) (Bowie/Mays/Metheny) – 3:51
7. "Dancing in the Street" (met Mick Jagger) (Gaye/Stevenson/Hunter) – 3:10
8. "Absolute Beginners" – 4:46
9. "Jump They Say" – 3:54
10. "Hallo Spaceboy (Pet Shop Boys mix)" (Bowie/Eno) – 4:25
11. "Little Wonder" (Bowie/Gabrels/Plati) – 3:42
12. "I'm Afraid of Americans" (Bowie/Eno) – 4:25
13. "Thursday's Child" (Bowie/Gabrels) – 4:26
14. "Everyone Says 'Hi' (Edited version)" – 3:29
15. "New Killer Star" – 3:43
16. "Love Is Lost (Hello Steve Reich mix by James Murphy for the DFA)" – 4:07
17. "Where Are We Now?" – 4:09
18. "Sue (Or in a Season of Crime)" (met het Maria Schneider Orchestra) (Bowie/Bhamra/Schneider/Bateman) – 7:23

### 2LP
Kant 1
1. "Let's Dance" – 4:08
2. "Ashes to Ashes" – 3:35
3. ""Heroes"" (Bowie/Eno) – 3:33
4. "Changes" – 3:35
5. "Life on Mars?" – 3:49

Kant 2
1. "Space Oddity" – 5:14
2. "Starman" – 4:12
3. "Ziggy Stardust" – 3:12
4. "The Jean Genie" – 4:05
5. "Rebel Rebel" – 4:30

Kant 3
1. "Golden Years" – 3:27
2. "Fame" (Bowie/Lennon/Alomar) – 4:16
3. "Sound and Vision" – 3:03
4. "Under Pressure" (met Queen) (Bowie/Mercury/May/Taylor/Deacon) – 4:08
5. "Sue (Or in a Season of Crime)" (met het Maria Schneider Orchestra) (Bowie/Bhamra/Schneider/Bateman) – 7:23

Kant 4
1. "Hallo Spaceboy (Pet Shop Boys mix)" (Bowie/Eno) – 4:25
2. "China Girl" (Bowie/Pop) – 4:15
3. "Modern Love" – 3:56
4. "Absolute Beginners" – 5:35
5. "Where Are We Now?" – 4:09

### 1CD
1. "Let's Dance" – 4:08
2. "Ashes to Ashes" – 3:35
3. "Under Pressure" (met Queen) (Bowie/Mercury/May/Taylor/Deacon) – 4:08
4. ""Heroes"" (Bowie/Eno) – 3:35
5. "Changes" – 3:35
6. "Space Oddity (UK stereo single edit)" – 4:33
7. "Lady Stardust" (van Ziggy Stardust) (alleen in Japan) – 3:20
8. "Life on Mars?" – 3:49
9. "Starman" – 4:12
10. "Ziggy Stardust" – 3:12
11. "The Jean Genie" – 4:05
12. "Rebel Rebel" – 4:30
13. "Golden Years" (alleen in Argentinië, Mexico en Australië) – 3:27
14. "Fame" (Bowie/Lennon/Alomar) – 4:16
15. "Sound and Vision" – 3:03
16. "Hallo Spaceboy (Pet Shop Boys mix)" (Bowie/Eno) – 4:25
17. "China Girl" (Bowie/Pop) – 4:15
18. "Dancing in the Street" (met Mick Jagger) (Gaye/Stevenson/Hunter) – 3:11
19. "Absolute Beginners" – 4:46
20. "Where Are We Now?" – 4:09
21. "Sue (Or in a Season of Crime) (Radio edit)" (met het Maria Schneider Orchestra) (Bowie/Bhamra/Schneider/Bateman) – 4:01